# Джулещ
 Тази статия е за селото в Румъния.  За общината вижте Джулещ (община).  
Джулещ (на румънски: Giulești) е село в северна Румъния, административен център на община Джулещ в окръг Марамуреш. Населението му е около 1 178 души (2002).
Разположено е на 411 m надморска височина в долина в Карпатите, на 31 km североизточно от град Бая Маре и на 13 km южно от границата с Украйна. Населението на селото е съставено от приблизително равен брой православни и униати.